# Thierno Ballo
Thierno Mamadou Lamarana Ballo (Abiyán, Costa de Marfil, 2 de enero de 2002) es un futbolista austríaco que juega de centrocampista en el Wolfsberger AC de la Bundesliga austríaca.

## Trayectoria
Nacido en Costa de Marfil, se trasladó a Guinea a la edad de tres años antes de marcharse a Austria cuatro años después. Se incorporó al Chelsea F. C. en enero de 2018, tras pasar por el SV Chemie Linz, el LASK, el Bayer Leverkusen y, finalmente, el FC Viktoria Colonia. Durante su campaña de debut en la categoría sub-18 con los azules, se proclamó máximo goleador de ese grupo de edad y, después, realizó su rápida progresión al equipo sub-23 durante los dos años siguientes.
El 31 de agosto de 2021 regresó a Austria para incorporarse al SK Rapid Viena en calidad de cedido para la campaña 2021-22. Poco menos de un mes después, debutó con el club como suplente en la segunda parte de la victoria por 2-1 en la Copa de Austria contra el FC Admira Wacker Mödling. En enero de 2022 su préstamo se canceló y regresó al Chelsea después de haber jugado sólo 13 partidos en todas las competiciones.
El 12 de julio de 2022 el Wolfsberger AC anunció su fichaje en calidad de cedido, tras su liberación del Chelsea. Firmó un contrato de dos años con opción a un año más.

## Estadísticas

### Clubes
Actualizado al último partido disputado el 3 de noviembre de 2024.
| Club                     | Div.          | Temporada     | Liga  | Liga  | Copas nacionales | Copas nacionales | Copas internacionales | Copas internacionales | Total | Total |
| Club                     | Div.          | Temporada     | Part. | Goles | Part.            | Goles            | Part.                 | Goles                 | Part. | Goles |
| ------------------------ | ------------- | ------------- | ----- | ----- | ---------------- | ---------------- | --------------------- | --------------------- | ----- | ----- |
| SK Rapid Viena · Austria | 1.ª           | 2021-22       | 8     | 0     | 2                | 0                | 3                     | 0                     | 13    | 0     |
| SK Rapid Viena · Austria | Total club    | Total club    | 8     | 0     | 2                | 0                | 3                     | 0                     | 13    | 0     |
| Wolfsberger AC · Austria | 1.ª           | 2022-23       | 27    | 6     | 4                | 1                | 3                     | 0                     | 34    | 7     |
| Wolfsberger AC · Austria | 1.ª           | 2023-24       | 28    | 12    | 2                | 1                | ―                     | ―                     | 30    | 13    |
| Wolfsberger AC · Austria | 1.ª           | 2024-25       | 12    | 4     | 3                | 3                | ―                     | ―                     | 15    | 7     |
| Wolfsberger AC · Austria | Total club    | Total club    | 67    | 22    | 9                | 5                | 3                     | 0                     | 79    | 27    |
| Total carrera            | Total carrera | Total carrera | 75    | 22    | 11               | 5                | 6                     | 0                     | 92    | 27    |

## Palmarés

### Títulos nacionales
| Título          | Club           | País    | Año  |
| --------------- | -------------- | ------- | ---- |
| Copa de Austria | Wolfsberger AC | Austria | 2025 |